# Народ и армия (журнал)
«Народ и армия» — военный журнал, выходивший в 1913 - 1922 годы в Болгарии.

## История
Выпуск журнала был начат в ноябре 1913 года в типографии "Напред", редактором издания являлся Коста Николов, тираж номеров составлял 2000 экземпляров. Официально считался частным изданием, но при этом публиковал статьи чисто военного содержания. 
В 1913 - 1914 годы в журнале публиковались материалы о необходимости пересмотра результатов второй Балканской войны и Бухарестского договора, проводилась идеологическая подготовка к вступлению Болгарии в первую мировую войну.
В 1913 - 1917 гг. с журналом сотрудничал военный теоретик и публицист Борис Дрангов.
Последний номер журнала вышел в июне 1922 года, после чего его издание было прекращено.